# 托马什·维什奇茨基
托马什·维什奇茨基（波蘭語：Tomasz Wieszczycki，1971年12月21日—），波兰男子足球运动员，司职中场。他曾代表波兰国奥队参加1992年夏季奥林匹克运动会足球比赛，获得一枚银牌。